# Sude Zülal Güler
Sude Zülal Güler (* 25. August 2001 in Istanbul) ist eine türkische Schauspielerin.

## Leben und Karriere
Sude Zülal Güle wurde am 25. August 2001 in Istanbul geboren. Ihre Familie stammt aus Nordmazedonien. Ihr Debüt gab sie 2015 in der Fernsehserie Mayıs Kraliçesi. 2016 trat sie in Muhteşem Yüzyıl: Kösem auf. Anschließend wurde sie 2017 für die Serie  İsimsizler gecastet. Unter anderem bekam sie 2018 in dem Film Keşif die Hauptrolle.
Ihre nächste Hauptrolle bekam Güler 2021 in Kazara Aşk. 2022 war sie in der Serie Gülümse Kaderine zu sehen. Im selben Jahr bekam Güler in Tozluyaka eine Nebenrolle.

## Filmografie
Filme
- 2018: Keşif

Serien
- 2015: Mayıs Kraliçesi
- 2016: Muhteşem Yüzyıl: Kösem
- 2017: İsimsizler
- 2020: Şeref Sözü
- 2021: Kazara Aşk
- 2021: Öğrenci Evi
- 2022: Gülümse Kaderine
- 2022: Tozluyaka